# Jullouville
Jullouville är en kommun i departementet Manche i regionen Normandie i norra Frankrike. Kommunen är chef-lieu över kantonerna Sartilly och Sartilly som tillhör arrondissementet Avranches. År 2022 hade Jullouville 2 401 invånare.

## Befolkningsutveckling
Antalet invånare i kommunen Jullouville
| Referens: INSEE |